# Бельрамуль Камерзерман
Бельрамуль Камерзерман (Belmarul Kamerzerman) — алжирський дипломат. Надзвичайний і Повноважний Посол Алжирської Народної Демократичної Республіки в Києві (Україна) (1992—1997).

## Життєпис
З 1992 по 1997 — Надзвичайний і Повноважний Посол Алжирської Народної Демократичної Республіки в Києві (Україна).
16 листопада 1992 року — вручив вірчі грамоти Президенту України Леоніду Кравчуку.